# Coleura seychellensis
Coleura seychellensis (Peters, 1868) è un pipistrello della famiglia degli Emballonuridi endemico delle Seychelles.

## Descrizione

### Dimensioni
Pipistrello di medie dimensioni, con la lunghezza dell'avambraccio tra 52 e 57 mm, la lunghezza del piede tra 8,5 e 10,3 mm e la lunghezza delle orecchie tra 14 e 15,9 mm.

### Aspetto
La pelliccia è relativamente corta. Il colore generale del corpo è marrone scuro. Il muso è largo ed appiattito. Le narici si estendono oltre il labbro inferiore dove è presente un solco longitudinale. Le orecchie sono relativamente corte, appuntite, con il bordo anteriore diritto e quello posteriore leggermente concavo e con una rientranza a metà lunghezza. Il trago è lungo, con i bordi paralleli, l'estremità arrotondata e un lobo alla base posteriore. Le membrane alari sono lunghe, strette e attaccate posteriormente sulle caviglie. La coda è lunga e fuoriesce dall'uropatagio a circa metà della sua lunghezza. Il calcar è lungo circa quanto la tibia.

### Ecolocazione
Emette ultrasuoni a basso ciclo di lavoro sotto forma di impulsi di breve durata a frequenza quasi costante tra 37,9 e 40,4 kHz.

## Biologia

### Comportamento
Si rifugia in gruppi fino a 30-40 individui all'interno di grotte tra ammassi rocciosi con basse temperature stabili ed accesso verso i palmeti e le paludi. Necessita di caverne con volte orizzontali e vie d'uscita libere dalla vegetazione.

### Alimentazione
Si nutre di insetti, in particolare lepidotteri, coleotteri, imenotteri e ditteri.

### Riproduzione
Gli accoppiamenti avvengono probabilmente da dicembre a marzo. Danno alla luce un piccolo alla volta, il quale raggiunge le dimensioni adulte dopo 29 giorni. Lo svezzamento avviene dopo 4 mesi. 

## Distribuzione e habitat
Questa specie è conosciuta soltanto sulle isole di Silhouette e nella parte nord-occidentale di Mahé, nelle Isole Seychelles. Si è estinta a partire dal 1980 sulle altre due isole di La Digue e Praslin.
Vive nei caratteristici affioramenti rocciosi dell'arcipelago in prossimità di boschi e paludi.

## Tassonomia
Sono state riconosciute 2 sottospecie:
- C.s.seychellensis: isole di Mahé e Praslin;
- C.s.silhouettae (Thomas, 1915): isole di Silhouette e La Digue.

## Conservazione
La IUCN Red List, considerato che la popolazione è ridotta a poco più di 100 individui, raggruppati in gruppi di almeno 50 esemplari ciascuno e soggetta ad un continuo declino, classifica C.seychellensis come specie in grave pericolo (CR).
La Società Zoologica di Londra, in base ad alcuni criteri evolutivi e demografici, la considera una delle 100 specie di mammiferi a maggior rischio di estinzione.